# オノマクリトス
オノマクリトス（ギリシャ語: Ὀνομάκριτος, ラテン文字転写: Onomacritos, Onomakritos, 紀元前530年頃 - 紀元前480年）は、古代ギリシアの神託編纂者。アテナイの僭主ペイシストラトスの家中に育った。後にホメーロスの詩とされるものの原型を用意したと言われており、古い神託や詩歌の熱心な収集者であると同時に、贋作者でもあった。

## ヘロドトスの記述
ヘロドトスは、オノマクリトスがムーサイオス(Musaeus)の神託の編纂のためにペイシストラトスに雇われたが、その際に自作の贋作を書き込んだことが、ヘルミオネのラスス(Lasus of Hermione)に露見した、と記している。このため、オノマクリトスはペイシストラトスの息子ヒッピアスによってアテナイから追放された。後にヒッピアスらペイシストラトスの一族がアテナイから追放され、アケメネス朝ペルシアを頼って逃れると、オノマクリトスは彼らと和解した。ヘロドトスによれば、オノマクリトスは神託によってペルシア王クセルクセス1世を唆し、ギリシアへの遠征（ペルシア戦争）を決心させたという。

## パウサニアスの記述
パウサニアスは、オノマクリトスがムーサイオス作と称して詩を贋作したと記している。また、リュコスラ(Lycosura)にティーターン族のアニュトス(Anytos)の像があることを説明する中で、パウサニアスは、「ティーターンという名は、ホメロスからオノマクリトスが採ったものだが、彼はディオニューソス信仰のオルギアを通して、ティーターンを神に試練を与える者とした」と述べている。